# Мацкевич, Юзеф
Ю́зеф Мацке́вич (пол. Józef Mackiewicz, 1 апреля 1902, Санкт-Петербург — 31 января 1985, Мюнхен) — польский писатель и публицист, участник польской комиссии в Катыни и автор исследований о катынском расстреле. Был убеждённым антикоммунистом, и вместе с тем врагом узко-этнического польского национализма, за что подвергался нападкам как справа, так и слева.

## Биография
Сын польско-литовского дворянина Антония Мацкевича, руководившего виноторговой фирмой в Санкт-Петербурге. В 1907 г. семья переехала в Вильну, где Мацкевич поступил в классическую гимназию. Во время польско-советской войны вступил добровольцем в армию; по окончании боевых действий учился на природоведческом факультете Варшавского университета, затем в новосозданном Университете Стефана Батория в Вильне.
В 1923—1939 годах работал как журналист в виленской газете „Słowo“ («Слово»), редактором которой был сначала его брат Станислав. После советской оккупации Вильнюса и передачи его Литве в октябре 1939 года издавал „Gazeta Godzienna“ (закрыта литовскими властями в мае 1940). После аннексии Литвы СССР работал извозчиком.
В 1943 году с разрешения польского правительства в изгнании участвовал в работе польской комиссии в Катыни, о чём рассказал издаваемой немцами польской газете „Goniec Codzienny“ в интервью под заголовком: «Я это видел собственными глазами». За это был приговорен к смерти подпольным трибуналом Польской Рабочей Партии по обвинению в измене.
С приближением советских войск к Вильне бежал в Варшаву, оттуда в Рим, где поступил в распоряжение Научного бюро 2-го польского корпуса генерала Владислава Андерса. Опубликовал ряд публицистических статей, в которых доказывал, что изгнание немцев из Польши Красной Армией означает для неё не освобождение, а новую оккупацию. В 1945 году опубликовал книгу «Катынские убийства в свете документов» с предисловием генерала Андерса; в 1951 г. опубликовал в Лондоне на английском языке книгу «Убийства в Катынском лесу» (The Katyn Wood Murders, русский перевод: 1988) — первое обстоятельное исследование на тему Катыни. В том же году выступил в качестве свидетеля перед комиссией по катынскому преступлению Конгресса США. С 1955 г. жил в Мюнхене, где и умер.
Его брат, Станислав Мацкевич, в 1954—1955 годах был премьер-министром Правительства Польши в изгнании.

## Произведения
Писал в манере жёсткого реализма. В 1957 г. издал повесть «Контра» — о выдаче англичанами Сталину казаков в Линце в 1945 г. Повесть «Дорога в никуда» (1955) описывает жизнь в Вильнюсе эпохи советизации, написанная как её продолжение „Nie trzeba głośno mówić“ («Об этом нельзя говорить громко», 1969) — описывает нацистскую оккупацию Вильнюса и массовые убийства евреев и поляков в вильнюсском пригороде Понары. Роман «Лева вольна» (1965) посвящён событиям советско-польской войны 1920 г. и содержит, в числе прочего, острую критику Пилсудского. Этот роман возбудил острую полемику в польских эмигрантских кругах, от похвал, ставящих Мацкевича выше всех польских классиков, до печатного протеста бывших соратников Пилсудского, генералов Тарчинского и Скварчикского; он получил высокую оценку в русской эмигрантской прессе. Так, газета «Русская мысль» писала: «Роман написан яркими красками. Читая его чувствуешь как бы дыхание ветра над тысячеверстным фронтом, привкус на губах пыли, взбитой копытами проходящей конницы, запах полей и разогретой на солнце кожи поводьев и конского пота; слышится скрип сёдел, говор, брань и солдатская матерщина, нераздельные с тогдашней суровой действительностью как свист пуль, строчка пулеметной ленты, тусклый блеск обнажённых клинков. Зато не чувствуеся в книге Мацкевича того, что неразрывно связано со всяким национальным поборничеством: все действующие лица как бы равны перед лицом событий, будь то поляки, русские или другие». Мацкевич — автор ряда других романов с элементами публицистики и документалистики: «Под любым небом», «Ватикан в тени красной звезды» и многих других. В публицистической книге «Победа провокации», направленной против польского национал-коммунизма, оживившегося с приходом к власти В. Гомулки, и идеи сотрудничества с коммунистами ради «национальных» целей, Мацкевич доказывает, что нынешнее положение Польши не является продолжением национального порабощения Россией, так как коммунизм — не национально русский феномен, но «сверхнациональный и сверхгосударственный», истоки которого лежат на Западе, и Россия стала его первой жертвой: «Советский Союз это не продолжение, а противопоставление прежней России». В целом, по мнению Мацкевича, предреволюционная Россия была хотя и отсталым, но довольно типичным европейским государством наподобие Португалии, не демократическим, но либеральным; представление о какой-то особой «русской душе» Мацкевич решительно отвергает. Русская власть над Польшей, при стеснительных внешних формах, не уничтожала однако самой субъектности Польши и польского общества, как это делает коммунистическая власть, навязывая коммунистическое содержание общественной и культурной жизни во внешне национальных формах. Коммунизм Мацкевич считает абсолютным злом, худшим даже, чем фашизм, поскольку он стремится поработить душу человека. Выступая против господствующего в послевоенном мире «антифашистского» дискурса, склонного по-разному подходить к преступлениям фашизма и коммунизма (со снисходительностью к последнему), Мацкевич отмечает, что в результате «происходит изменение естественного порядка вещей; то есть не вина Гитлера возникает от того, что он совершил преступление, а преступление возникает от того, что его совершил Гитлер». Для Мацкевича и коммунизм, и фашизм глубоко родственны друг другу и одинаково противостоят индивидуалистическим и либеральным идеалам XIX века, приверженцем которых Мацкевич остаётся и с точки зрения которых критикует и коммунизм, и фашизм, и польский национализм.